# 威廉堡 (安大略省)
威廉堡（英語：Fort William）位于加拿大安大略省西南部卡米尼斯蒂奎亚河注入苏必利尔湖的河口，1970年与阿瑟港合并成立新的城市雷灣。